# Katastrofa lotu American Airlines 1420
Katastrofa lotu American Airlines 1420 – katastrofa lotnicza, która wydarzyła się 1 czerwca 1999 roku na lotnisku w amerykańskim mieście Little Rock. McDonnell Douglas MD-82 linii American Airlines nie zdołał zatrzymać się na pasie startowym podczas lądowania, po czym rozbił się około 240 metrów za nim. W wyniku katastrofy zmarło 11 osób (kapitan i dziesięciu pasażerów), a ponad sto osób zostało rannych. W samolocie znajdowało się łącznie 145 osób.

## Statek powietrzny
McDonnell Douglas MD-82 to wąskokadłubowy, dwusilnikowy samolot pasażerski o średnim zasięgu, mogący na swym pokładzie pomieścić od 155 do 172 pasażerów (zależnie od konfiguracji kabiny pasażerskiej). Należy do rodziny MD-80. Linie American Airlines były największym odbiorcą tego modelu samolotu.
Samolot, który uległ katastrofie, został dostarczony do przewoźnika 1 sierpnia 1983 roku, po czym otrzymał numer rejestracyjny N215AA. Napędzany był dwoma silnikami Pratt & Whitney JT8D-217C i w momencie katastrofy miał na swoim koncie 49 136 godzin lotu (27 103 cykle start-lądowanie). Kabina pasażerska została skonfigurowana na 139 pasażerów (14 w pierwszej klasie i 125 w ekonomicznej).

## Załoga samolotu
Załogę samolotu McDonnell Douglas MD-82 w jego ostatnim locie stanowili:
- Richard Buschmann (48 lat) – kapitan, dowódca załogi, zatrudniony w American Airlines od lipca 1979 roku. Licencjonowany pilot samolotów typu Boeing 727 i McDonnell Douglas MD-80, mający na swoim koncie 10 234 godziny lotu, 7384 na MD-80 (w tym 5518 jako kapitan).
- Michael Origel (35 lat) – pierwszy oficer, zatrudniony w American Airlines w styczniu 1999 roku. Licencjonowany drugi pilot maszyn typu Boeing 737, Learjet i McDonnell Douglas MD-80, mający na swoim koncie 4292 godziny lotu, w tym 182 na MD-80. Był również instruktorem lotów i dyrektorem operacyjnym w czarterowych liniach lotniczych.

Kapitan i pierwszy oficer lotu 1420 nigdy wcześniej nie pracowali razem, jednak według zeznań dwóch członków załogi relacje pilotów wyglądały na dobre.

Kabina pasażerska była obsługiwana przez cztery stewardesy posiadające uprawnienia na MD-80, zatrudniane w American Airlines pomiędzy czerwcem 1987 a sierpniem 1992 roku. Były to: Nancy Luna, Tammy Gardner, Jennifer Chapman i Laurie Nelson.

## Przebieg wydarzeń

### Poprzednie loty
Lot 1420 z Dallas do Little Rock był trzecim, ostatnim lotem tego dnia dla załogi American Airlines. Sekwencja lotów rozpoczęła się w Chicago, na międzynarodowym lotnisku O’Hare. O godzinie 11:43 McDonnell Douglas MD-82 wyruszył w kierunku lotniska w Salt Lake City, w stanie Utah, lot oznaczono numerem 1226. Na miejscu pojawił się nieco ponad trzy godziny później, o 14:58. Po kolejnych dwóch godzinach, o 16:47 maszyna wystartowała ponownie. Był to lot numer 2080 do Dallas. Na lotnisku w Dallas pojawił się z 39-minutowym opóźnieniem, spowodowanym złymi warunkami atmosferycznymi, około 20:10. Według rozkładu, ostatnia część, czyli lot 1420, miała się rozpocząć o godzinie 20:28, jednak jeszcze przed wylądowaniem załoga otrzymała informację o opóźnieniu ostatniego wylotu do godziny 21:00.

### Ostrzeżenia o burzach
Opóźnienie lotu spowodowało stres u pilotów, bo odpowiedzialność za zdążenie na czas spada na załogę.
Po wcześniejszym przesunięciu terminu lotu o kilkadziesiąt minut, pierwszy oficer zwrócił uwagę pracownikowi lotniska, że są zmuszeni wystartować przed godziną 23:16, w przeciwnym razie przekroczą limity czasowe linii lotniczych. Następnie skontaktował się telefonicznie z osobą odpowiedzialną za rozkład lotów i poinformował, że załoga może nie zmieścić się w ustalonych odgórnie ramach czasowych. Mieli godzinę na wystartowanie, inaczej musieliby odwołać lot. Kapitan miał świadomość warunków pogodowych w rejonie Little Rock, wiedział, że musi wylądować, zanim nadciągnie tam burza. Lot 1420 opuścił Dallas z dwugodzinnym opóźnieniem, w tym czasie burza przemieściła się w pobliże Little Rock. Jeszcze 160 kilometrów od celu nie działo się nic niepokojącego. Piloci obserwowali na radarze obszary burzowe. Po obu stronach korytarza do Little Rock szalała burza. Załoga była przekonana, że jeżeli przyspieszą, to zmieszczą się pomiędzy dwoma frontami burzowymi, nim te połączą się. Kiedy lot 1420 zaczął się obniżać, stało się jasne, że plan się nie powiedzie.

### Zniżanie
O 23:34 załoga skontaktowała się z wieżą w Little Rock, kontroler poinformował pilotów, że burza przemieszcza się w ich stronę, a wiatr o prędkości 28 węzłów (52 km/h) sięga w porywach do 44 węzłów (81 km/h). Zapis z rejestratora głosów w kokpicie ujawnił niepokój pilotów związany z trudnymi warunkami atmosferycznymi. Radar kontrolera lotu nie pozwalał na ustalenie intensywności burzy, dodatkowo zmieniający się kierunek wiatru zmusił załogę do zmiany kierunku lądowania. Kontroler zaproponował podejście ILS na pas 4R, zamiast na wcześniej ustalony 22L. Manewry spowodowały, że radar pogodowy, śledzący warunki z przodu samolotu, utracił ślad burzy, a lądowanie zostało opóźnione o ponad 10 minut. 
Napięcie w kokpicie rosło, Kapitan nie był w stanie określić położenia lotniska, a pogoda pogarszała się z każdą sekundą. O 23:44 pierwszy oficer poinformował kontrolera, że kontakt wizualny z lotniskiem został utracony i poprosił o kurs na ILS. Lotnisko znajdowało się w tym czasie w samym centrum burzy. Widoczność spadła do 900 metrów, piloci zaczęli się wahać czy mogą lądować. O 23:47 załoga wysunęła podwozie i włączyła światła. Wiatr boczny wiał z prędkością nie mieszczącą się w dopuszczalnym limicie, również widoczność spadła poniżej dopuszczalnej wartości (480 metrów). Wiatr gwałtownie trząsł samolotem.

### Lądowanie
Na 7 sekund przed przyziemieniem uruchomił się alarm GPWS o przekroczeniu prędkości schodzenia („sink rate”). Według zapisów rejestratora parametrów lotu (FDR - Flight Data Recorder) samolot dotknął pasa startowego o 23:50, po chwili Kapitan powiedział „Ślizgamy się” (eng. we're sliding). Siedem sekund później obydwa odwracacze ciągu zostały włączone. Zaraz za nimi uruchomiono hamulce aerodynamiczne. Samolot przejechał cały pas startowy, przebił 7,5-metrową osłonę znajdującą się za nim oraz system oświetleniowy lotniska, po czym wbił się w stalową konstrukcję. Płomienie ogarnęły wnętrze samolotu, rozerwanego na kilka części. 10 pasażerów i kapitan Buschmann zginęło.

## Akcja ratunkowa

Rozmieszczenie ofiar i rannych w kabinie pasażerskiej. Na czarno zmarli, na czerwono ciężko ranni, a na żółto ranni. Przerywanymi liniami oznaczono rozerwaną część kabiny samolotu

### Służby ratunkowe
Kontroler wezwał służby ratunkowe lotniska w Little Rock około 23:52 po kilku próbach nawiązania kontaktu z załogą samolotu. Poinformował o możliwej katastrofie samolotu przy końcu pasa 4R, lecz nie sprecyzował po której stronie. Trzy wozy ratunkowe udały się na koniec pasa startowego, ale nie znajdując rozbitego samolotu, zmuszone były zawrócić i udać się na drugi koniec pasa. W efekcie samolot odnaleziono o 00:03, 11 minut od wezwania. Wozy ratunkowe nie miały możliwości podjechania bezpośrednio do rozbitej maszyny, ponieważ między nią a końcem pasa znajdowała się brama, którą ratownicy musieli otworzyć, co zajęło im około 20 sekund. Ostatecznie na miejsce dotarli o 00:08. Jak podaje raport – gdyby od razu wyruszyli we właściwe miejsce, mogliby zaoszczędzić kilka minut. Śledczy uznali, że kontroler mógł udzielić więcej informacji, jako że widział samolot i znał kierunek lądowania. O 00:22 na miejsce dotarły służby medyczne.

W akcji ratunkowej uczestniczyło 25 wozów strażackich, 19 ambulansów oraz kilka mniejszych jednostek ratunkowych wspierających akcję, a także helikopter ratunkowy (przetransportował 4 rannych do lokalnych szpitali).

### Ocaleni
Pierwszy Oficer nie był w stanie samodzielnie opuścić samolotu z powodu złamania kości udowej. Ratownicy wyciągnęli go z wraku, po uprzednim rozcięciu metalowej osłony kokpitu. W ten sam sposób ratownicy wydobyli również część pasażerów z przedniej części samolotu. Stewardesy siedzące z przodu samolotu nie były w stanie uczestniczyć w ewakuacji pasażerów z powodu poważnych ran odniesionych w sekwencji uderzeń maszyny o przeszkody. Członkinie załogi siedzące z tyłu kabiny pasażerskiej asystowały przy ewakuacji pasażerów. Część rannych wydostała się z maszyny przez dziury powstałe w wyniku uszkodzeń kadłuba.

## Śledztwo
Badaniem przyczyn katastrofy zajęła się amerykańska Narodowa Rada Bezpieczeństwa Transportu. Pierwszą rzeczą, którą śledczy musieli ustalić była przyczyna, dla której piloci nie mogli zatrzymać samolotu. Analiza śladów na pasie startowym wykazała całkowity brak kontroli nad maszyną po zetknięciu z ziemią. Śledczy przesłuchali (telefonicznie lub osobiście) 56 pasażerów, którzy przeżyli katastrofę, oraz wysłali kwestionariusze do wszystkich 129 ocalałych (z czego 110 otrzymali z powrotem). Żaden z pasażerów nie widział otwierających się spojlerów na skrzydle po przyziemieniu, co potwierdziły zapisy rejestratora. Samolot nie miał szans na zatrzymanie. Śledczy postanowili zbadać czy nie otworzyły się z powodu usterki technicznej czy też nie zostały uruchomione przez załogę. Nie znaleźli żadnych śladów uruchomienia mechanizmu przez załogę.
Śledczy przeanalizowali też warunki pogodowe w momencie katastrofy i czy piloci zdawali sobie sprawę z zagrożenia. Według przepisów załodze nie wolno było lądować na mokrym pasie przy bocznym wietrze przekraczającym 10 węzłów. Limit ten został przekroczony. Z symulacji NTSB wynika, że załoga wykonywała gwałtowne manewry przy zmieniającym się wietrze i minimalnej widoczności, próbując utrzymać maszynę na linii pasa. To wyraźnie wskazuje na błąd pilotów, którzy świadomi warunków pogodowych, powinni byli przerwać podejście i odlecieć na inne lotnisko, bądź wrócić do Dallas. 
American Airlines nie chciały przyznać, że ich piloci świadomie wlecieli we front burzowy. Linie wytoczyły proces organizacji zarządzającej kontrolą lotów, próbując obarczyć winą za katastrofę kontrolera z Little Rock. Śledczy nie potwierdzili słuszności zarzutów o niepełnym poinformowaniu załogi o warunkach panujących na lotnisku w momencie lądowania lotu 1420. Śledztwo potwierdziło również, że wlatywanie we fronty burzowe jest powszechną praktyką w liniach lotniczych, szczególnie w sytuacji opóźnienia lotu lub gdy poprzedni samolot również kontynuował lot. Załoga lotu 1420 była po 14 godzinnym dniu pracy, piloci chcieli dotrzeć do Little Rock jak najszybciej, za wszelką cenę.

## Przyczyny
Narodowa Rada Bezpieczeństwa Transportu za przyczyny katastrofy uznała:
- błąd załogi, polegający na kontynuowaniu podejścia do lądowania, mimo warunków pogodowych poniżej dopuszczalnych wartości;
- niedopilnowanie przez pilotów otwarcia spojlerów[2].

## Po katastrofie
- American Airlines wprowadziły przepis, zgodnie z którym obaj piloci muszą potwierdzić, że spojlery są odbezpieczone i przygotowane do lądowania[4];
- Narodowa Rada Bezpieczeństwa Transportu wydała szereg zaleceń dotyczących uruchamiania hamulców i spojlerów podczas lądowania, a także odpowiedzialności pilotów za te czynności[2];
- ubezpieczyciel American Airlines wypłacił kilku pasażerom i ich rodzinom ponad 14 milionów dolarów odszkodowania[5]